# Betty Lynn

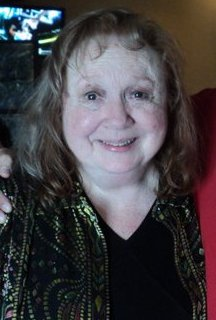
Betty Lynn im April 2011

Elizabeth Ann Theresa „Betty“ Lynn (* 29. August 1926 in Kansas City, Missouri; † 16. Oktober 2021 in Mount Airy, North Carolina) war eine US-amerikanische Schauspielerin. Bekanntheit erlangte sie als Thelma Lou in der Andy Griffith Show an der Seite von Don Knotts sowie durch ihre Rolle als Deborah Lancaster in  Im Dutzend billiger.

## Leben
Betty Lynn wurde 1926 in Kansas City geboren. Lynns Mutter war Mezzosopran und gab ihrer Tochter im Alter von fünf Jahren Gesangsunterricht. Zur selben Zeit trennten sich die Eltern nach mehreren gewalttätigen Handlungen des Vaters. Im Alter von siebzehn Jahren trat Lynn als Truppenunterhalterin in die United Service Organizations ein und absolvierte unter anderem Auftritte im China Burma India Theater, verschiedenen Lazaretten sowie vor Truppen in Rangun.
Ihre Schauspielkarriere begann Betty Lynn als Hörspielsprecherin bei einem Radiosender in Kansas City. 1940 gab sie ihr Debüt am Broadway im Stück Walk with Music. 1943 war Lynn im Musical Oklahoma! erneut am Broadway zu sehen. Während einer Vorführung wurde sie von dem Filmproduzenten Darryl F. Zanuck entdeckt und bei 20th Century Fox unter Vertrag genommen. Ihr Filmdebüt gab Lynn 1948 in einer Nebenrolle in der Komödie Belvedere räumt auf.
In den folgenden Jahren war Betty Lynn in mehreren Filmproduktionen sowie als Gaststar in verschiedenen Fernsehserien zu sehen. Ihre bekannteste Filmrolle ist die der Deborah Lancaster im 1950 erschienenen Film Im Dutzend billiger. 1960 erhielt Lynn die Rolle der Thelma Lou, der Freundin des von Don Knotts gespielten Barney Fife in der Andy Griffith Show. Sie spielte diese Rolle bis zum Serienende im Jahr 1966. Nach weiteren Auftritten in Fernsehserien, darunter in vier Folgen von Lieber Onkel Bill und Matlock sowie sieben Folgen von Meine drei Söhne, beendete Lynn ihre Schauspielkarriere im Jahr 1990.
Betty Lynn war nie verheiratet. Sie lebte im Alter in Mount Airy in North Carolina, dem Heimatort von Andy Griffith, nach dem er das fiktive Dorf in der Andy Griffith Show gestaltet hatte. In Mount Airy veranstaltete bis kurz vor ihrem Tod monatliche Fantreffen im dortigen Andy Griffith Museum. Betty Lynn starb am 16. Oktober 2021 nach kurzer Krankheit im Alter von 95 Jahren in einem Pflegeheim in Mount Airy.
Für ihre Verdienste wurde Lynn 2007 mit der Aufnahme in den Missouri Walk of Fame in Marshfield geehrt. Im August 2016 erhielt sie den Order of the Long Leaf Pine, die höchste zivile Auszeichnung des Bundesstaates North Carolina.

## Filmografie (Auswahl)
- 1948: Belvedere räumt auf (Sitting Pretty)
- 1948: Eine Dachkammer für zwei (Apartment for Peggy)
- 1948: Die Braut des Monats (June Bride)
- 1949: Der Liebesprofessor (Mother Is a Freshman)
- 1949: Father Was a Fullback
- 1950: Im Dutzend billiger (Cheaper by the Dozen)
- 1951: Die Ehrgeizige (Payment on Demand)
- 1951: Take Care of My Little Girl
- 1952: Die goldene Nixe (Million Dollar Mermaid)
- 1955: Ein Mann liebt gefährlich (Many Rivers to Cross)
- 1956: Meet Me in Las Vegas
- 1957: Schieß oder stirb! (Gun for a Coward)
- 1958: Dezernat M (M Squad; Fernsehserie, eine Folge)
- 1958: Lawman (Fernsehserie, eine Folge)
- 1958: Bronco (Fernsehserie, eine Folge)
- 1959: Sugarfoot (Fernsehserie, zwei Folgen)
- 1959: The Louisiana Hussy
- 1960–1966: Andy Griffith Show (The Andy Griffith Show; Fernsehserie, 26 Folgen)
- 1966–1968: Lieber Onkel Bill (Family Affair; Fernsehserie, vier Folgen)
- 1967–1970: Meine drei Söhne (My Three Sons; Fernsehserie, sieben Folgen)
- 1974: Unsere kleine Farm (Little House on the Prairie; Fernsehserie, eine Folge)
- 1978: Barnaby Jones (Fernsehserie, eine Folge)
- 1986: Return to Mayberry (Fernsehfilm)
- 1986: Matlock (Fernsehserie, vier Folgen)
- 1990: Grüße aus dem Jenseits (Shades of LA; Fernsehserie, eine Folge)